# Войтенко Іван В'ячеславович
Іва́н В'ячесла́вович Войте́нко (нар. 22 січня 1974 — 27 липня 2018) — старший прапорщик Збройних сил України, учасник російсько-української війни.

## Життєпис
Народився 1974 року в селі Вільна Тарасівка (Білоцерківський район, Київська область) у сім"ї працівників сільського господарства. Закінчив Вільнотарасівську восьмирічну школу, профтехучилище № 15 в Білій Церкві. У 1992 році призваний на строкову службу до лав української армії. Звільнившись, вже у березні 1994 року призвався на надстрокову службу; командир відділення взводу зв'язку інженерно-саперного батальйону механізованої дивізії армійського корпусу у місті Біла Церква.
Поїхав на навчання до Кам'янця-Подільського, пройшов курси прапорщиків. Призначений старшиною роти інженерно-саперного батальйону 72-ї бригади.
На війні з 2014 року; пройшов бої за Савур-Могилу, виходив з Ізваринського котла, обороняв Волноваху та Авдіївку.
27 липня 2018-го загинув в районі селища Новолуганське внаслідок підриву у часі проведення інженерної розвідки на лінії зіткнення: командир залишився прикривати відхід групи, яка зняла кілька ворожих мін. Виходячи останнім, коли бійці вже дісталися своїх позицій, Іван підірвався на фугасі.
31 липня 2018 року похований на Алеї Слави кладовища «Сухий Яр» міста Біла Церква.
Без Івана лишились дружина Діана, донька Аліна та син В'ячеслав — курсант Львівської військової академії ім. Сагайдачного.

## Нагороди та вшанування
- указом Президента України № 239/2018 від 23 серпня 2018 року «за особисту мужність і самовіддані дії, виявлені у захисті державного суверенітету та територіальної цілісності України, зразкового виконання військового обов'язку» — нагороджений орденом «За мужність» III ступеня (посмертно)[1]
- 14 жовтня 2018 року біля Вільнотарасівського Будинку культури відбулося урочисте відкриття меморіальної дошки земляку Іванові Войтенку.
- 28 липня 2022 року у селі Вільна Тарасівка вулицю Травнева перейменували на вулицю Івана Войтенка.